# Thomas Hughes
Thomas Hughes (1571 – 1623) byl anglický právník a dramatik.
Hughes se narodil v Cheshire a v roce 1571 nastoupil na fakultu Queens' College Cambridgeské univerzity. V roce 1576 graduoval a stal se též členem správní rady své koleje. Následně se stal členem jednoho z Inns of Court, a to konkrétně Gray's Inn.

## Díla
Thomas Hughes napsal drama The Misfortunes of Arthur, Uther Pendragon's son reduced into tragical notes, jež bylo představeno v Greenwich před královnou Alžbětou I. 28. února 1588, jako součást oslav, spolu s dalšími dramaty, mezi nimiž byl například Endymion Johna Lylyho.
Hughes na hře spolupracoval s dalšími členy Gray's Inn: Nicholas Trotte poskytl úvod, Francis Flower epilogy prvního a druhého dějství, William Fulbecke dva monology, zatímco tři další členové Gray's Inn, jedním z nichž byl Francis Bacon, se postarali o masku.
Obsah hry, založen na příběhu incestu a zločinu, si autoři zapůjčili z mytické historie. Výstavba hry a zacházení s tématem je blézké tradici podle Seneky. Například postavou, která hru otevírá, je duch vévody Gorloise, který byl sťat Utherem Pendragonem a volá po pomstě. V Gorloisově projevu se objevují pasáže shodující se s duchem Tantala v Senekově hře Thyestes; tragické události jsou oznámeny poslem a o vývoji situace diváky informuje chór. W. J. Cunliffe demonstroval vliv Seneky na Hughese, přičemž tvrdil, že hra se skládá do značné míry z překladu Seneky s příležitostně přidanými vlastními verši. Ve druhém dodatku jeho obsažné eseje On the Influence of Seneca on Elizabethan Tragedy (1893) je k nalezení seznam shodných pasáží.
Hra The Misfortunes of Arthur byla znovu vytištěna v roce 1833, jako součást knihy Old Plays, Volume XIII. (Editor J. Payne Collier).